# مارمولک زنده‌زا
مارمولک زنده‌زا (نام علمی: Lacerta vivipara) نام یک گونه از سرده لاسرتا است.